# 음력 4월 8일
음력 4월 8일은 음력 4월의 8번째 날이다. 이 날은 부처님 오신 날이다.

## 탄생
- 1905년 - 일제강점기의 독립운동가 조명하.
- 1970년 - 대한민국의 축구인 김병지.

## 사망
- 1537년 - 조선 연산군의 비 폐비 신씨.

## 기념일·연중 행사
- 부처님 오신 날: 대한민국

## 같이 보기
- 음력 360일: 1월 2월 3월 4월 5월 6월 7월 8월 9월 10월 11월 12월
- 전날:4월 7일 다음날:4월 9일 - 전달:3월 8일 다음달:5월 8일
- 양력:4월 8일
- 음력, 윤달